# Lushootseed

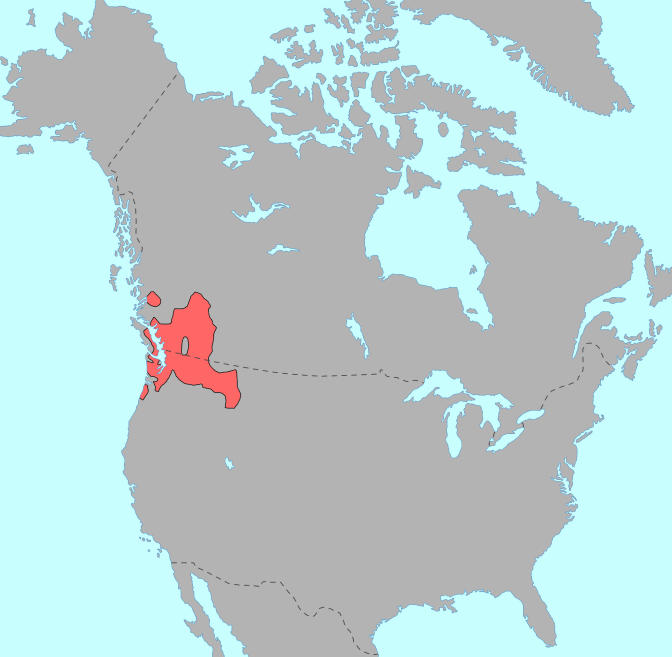
Einstige Verbreitung der Salish-Sprachen in Nordamerika

Lushootseed (Lushootseed: xʷəlšucid, dxʷləšúcid; auch Puget Salish, Puget Sound Salish oder Skagit-Nisqually) ist eine Sprache mehrerer kulturell zu den Küsten-Salish der Nordwestküstenkultur des Pazifiks zählender Indianerstämme am Puget Sound und im angrenzenden heutigen westlichen US-Bundesstaat Washington.
Ihre Sprache ist – neben dem Straits Salish Idiom (Northern Straits Salish und Southern Straits Salish (Nəxʷsƛ̕áy̓emúcən / Klallam) der Klallam (S'Klallam)) und Halkomelem – eine der größten Dialektgruppen innerhalb des Zentralen Küsten-Salish (Central Coast Salish) aus der Salish-Sprachfamilie. Die Sprache unterteilt sich wiederum in zwei große regionale Dialektgruppen, die wiederum mehrere lokale Dialekte umfassen, deren Sprecher sich jedoch gegenseitig verstehen können. Jeder dieser Dialekte wurde seitens der Stämme traditionell als eigenständige Sprache angesehen, so dass es keinen einheitlichen indigenen Begriff für die Lushootseed-Dialektgruppe gibt.
Die hier ansässigen Stämme nannten (nennen) den Puget Sound auch Whulge (Whulj), eine Anglisierung des Lushootseed-Namens ’WulcH – „Salzwasser“. Lushootseed oder Whulshootseed/Twulshootseed setzt sich aus zwei Wörtern zusammen – aus „Salzwasser“ und „Sprache“ und bedeutet in etwa „Sprache der Leute am Salzwasser“.
Das Land, in dem Lushootseed gesprochen wurde, erstreckte sich vom heutigen Bellingham in Washington im Norden südwärts bis zur Hauptstadt Olympia und von den Cascade Mountains im Osten bis zum Hood Canal im Westen – und umfasste die Gebiete der heutigen Städte Seattle, Tacoma und Everett. Über die Cascade Range führten Pfade durchs Hochgebirge, die als Handelswege zu dem auf dem Columbia Plateau lebenden Yakama dienten.
Seit 2009 ist die offizielle Bezeichnung wegen der traditionell hier dominierenden Stämme der Küsten-Salish für das Meeresgebiet zwischen Vancouver Island und dem US-Bundesstaat Washington, inklusive des Puget Sound, der Strait of Juan de Fuca und Strait of Georgia, Salish Sea.
Auch Lushootseed ist, wie viele andere Sprachen der amerikanischen Ureinwohner vom Aussterben bedroht, aber es werden zahlreiche Projekte für Kinder und Erwachsene rund um den Puget Sound entwickelt, um diese Sprache zu retten und wieder zu beleben.

## Lushootseed sprechende Gruppen
Das Lushootseed unterteilt sich in zwei große Dialektgruppen – das Nördliche Lushootseed (eigentl. Lushootseed) und dem Südlichen Lushootseed (Whulshootseed / Twulshootseed); unten aufgeführt sind die einzelnen Gruppen, jeweils mit Nennung ihrer Dialektvariante:

### Nördliches Lushootseed oder Lushootseed (Northern Puget Sound Salish)
- Snohomish (Sdoh-doh-hohbsh oder Sdohobich) (Sduhubš oder Snohomish-Dialekt, ihr Dialekt stellt einen Übergang zwischen dem Nördlichen Lushootseed und dem Südlichen Lushootseed dar)
- Stillaguamish (Stoluck-wa-mish) (Stillaguamish-Dialekt)
- Lower Skagit (Subdialekt des Skaǰət-Swinomish oder Lower Skagit-Swinomish-Dialekts)
- Swinomish (Subdialekt des Skaǰət-Swinomish oder Lower Skagit-Swinomish-Dialekts)
- Upper Skagit (Upper Skaǰət-Dialekt)
- Sauk-Suiattle (Suiʼaẋbixʷ oder Sauk-Suiattle-Dialekt)

### Südliches Lushootseed oder Whulshootseed / Twulshootseed (Southern Puget Sound Salish)
- Duwamish (Dxʷ'Dəw?Abš) (Dii wa'mTsh oder Duwamish-Dialekt, einst zwei Stämme, mind. drei Sub-Dialekte)
- Kikiallus (Ki Ki Allus) (Kikiallus-Dialekt)
- Muckleshoot (Buklshuhls) (Bəpubšł / Bǝqǝlšuɫucid oder Muckleshoot-Dialekt)
- Puyallup (S’Puyalupubsh oder Spuyaləqəlpubšut) (Subdialekt des Txʷǝlšucid / Twulshootseed oder Puyallup-Nisqually-Dialekts)
- Nisqually (Squalli-Absh oder Sqʷaliʼabš) (Subdialekt des Txʷǝlšucid / Twulshootseed oder Puyallup-Nisqually-Dialekts)
- Sahewamish (Sʼəhiwʼabš) (Sʼəhiwʼabš oder Sahewamish-Dialekt)
- Skykomish (Skai-whamish) (Skykomish-Dialekt)
- Squaxin (Squaxon) (Squaxin / Squaxon-Dialekt)
- Snoqualmie (Sduqwalbixw) (Sduqʷalbixʷ oder Snoqualmie-Dialekt)
- Steilacoom (Steilacoomamish oder CH'tilQWubSH) (č'tilqwəbš / CH'tilQWubSH oder Steilacoom-Dialekt)
- Suquamish (Suqwabš) (Suqʷabš oder Suquamish-Dialekt)

## Einige Lushootseed-Wörter
| Deutsch    | Lushootseed |
| ---------- | ----------- |
| Rabe       | Sk'aq       |
| Adler      | Yex'ela?    |
| Biber      | Steqax      |
| Chum Lachs | Yx'ay?      |
| Killerwal  | Qalqalxic   |
| Wolf       | Stiqayu?    |
| Bär        | Scetx'ed    |
| Flüsse     | Stultulek’  |
| Seen       | Calcalel    |